# Нововаршавский район
Нововарша́вский райо́н — административно-территориальная единица (район) и муниципальное образование (муниципальный район) на юго-востоке Омской области России.
Административный центр — посёлок городского типа Нововаршавка.

## География
Площадь района — 2200 км².
Основная река — Иртыш. В пойме есть реки: Сорокино (Сорочка), Рыбацкая, Кривая, Чёрная, Глубокая, а также озёра: Рассвет, Занино, Ахмин.

## История
Район образован в декабре 1940 года с центром в селе Дробышевском из части Черлакского района (Аулсовет № 6, Бобринский, Дробышевский, Исаевский, Кировский, Славянский сельские советы, поселковый совет совхоза «Черлакский»).
В январе 1941 года из Черлакского района передан Первомайский сельский совет.
В 1941 году центр Кировского сельского совета перенесён из аула Эдиль в аул Каратал.
В 1946 году центр района из села Дробышевского перенесён в село Нововаршавка.
В 1950 году часть Дробышевского сельского совета вошла в Славянский и Нововаршавский.
В 1952 году Первомайский и Патровский сельские советы объединены в Первомайский сельский совет с центром в селе Патровка. Кировский сельский совет присоединён к Октябрьскому.
В 1955 году Октябрьский и Дробышевский сельские советы объединены в Сибирский поселковый совет с центром в селе Сибирское.
01.02.1963 Дробышевский район упразднён. Территория присоединена к Русско-Полянскому району (Аулсовет № 6, Бобринский, Исаевский, Первомайский, Нововаршавский, Славянский сельские советы, Сибирский поселковый совет, поселковый совет совхоза «Черлакский»).
04.03.1964 район восстановлен как Нововаршавский:
- 1 сельский совет передан из Павлоградского района (Новоуральский);
- 7 сельских советов передано из Русско-Полянского района (Аулсовет № 6, Бобринский, Нововаршавский, Первомайский, Славянский сельские советы, Сибирский поселковый совет, поселковый совет совхоза «Черлакский»)[12].

В 1965 году Новоуральский сельский совет передан в Павлоградский район.
В 1973 году Аулсовет № 6 переименован в Ермаковский с переносом центра из аула Алкул в село Ермак. Первомайский сельский совет переименован в Зареченский с переносом центра из села Патровка в село Заречное. Сибирский поселковый совет переименован в Победовский сельский совет с переносом центра из села Сибирское в село Победа.
В 1977 году из Ермаковского сельского совета выделен Большегривский.
В 1984 году из Нововаршавского сельского совета выделен Новороссийский. Большегривский сельский совет преобразован в поселковый совет. Село Большегривское преобразовано в рабочий посёлок.
В 1986 году Нововаршавский сельский совет преобразован в поселковый совет. Село Нововаршавка преобразовано в рабочий посёлок. Из Славянского сельского совета выделен Русановский.
В феврале 1991 года из Славянского сельского совета выделен Изумрудинский.
В июне 1991 года рабочий посёлок Черлакский преобразован в село.
В 1992 году поселковый совет совхоза «Черлакский» преобразован в Черлакский сельский совет.
В 2006 году разъезд Талапкер был преобразован в остановочный пункт Талапкер.
В 2007 году название деревни Новолюбинка изменено на Новолюблинка.

## Население
| 1959    | 1970    | 1979    | 1989    | 2002    | 2006    | 2009    |
| ------- | ------- | ------- | ------- | ------- | ------- | ------- |
| 19 971  | ↗22 614 | ↗23 475 | ↗28 273 | ↘27 461 | ↘26 800 | ↘26 382 |
| 2010    | 2011    | 2012    | 2013    | 2014    | 2015    | 2016    |
| ↘24 450 | ↘24 436 | ↘24 130 | ↘23 802 | ↘23 332 | ↘23 211 | ↘23 064 |
| 2017    | 2018    | 2019    | 2020    | 2021    | 2023    |         |
| ↘22 924 | ↘22 685 | ↘22 403 | ↘21 992 | ↘21 044 | ↘20 645 |         |

### Урбанизация
В городских условиях (рабочие посёлки Нововаршавка и Большегривское) проживают  42,79 % населения района.

### Национальный состав
По Всероссийской переписи населения 2010 года
| Национальность  | Численность населения, чел. | Доля от населения |
| --------------- | --------------------------- | ----------------- |
| Белорусы        | 128                         | 0,52              |
| Казахи          | 4078                        | 16,68             |
| Немцы           | 1065                        | 4,36              |
| Русские         | 16705                       | 68,32             |
| Татары          | 546                         | 2,23              |
| Украинцы        | 1281                        | 5,24              |
| Прочие нации    | 647                         | 2,65              |
| Итого по району | 24450                       | 100,00            |

## Муниципально-территориальное устройство
В Нововаршавском районе 33 населённых пункта в составе двух городских и девяти сельских поселений:
| №  | Городские и сельские поселения     | Административный центр         | Количество населённых пунктов | Население | Площадь, км2 |
| -- | ---------------------------------- | ------------------------------ | ----------------------------- | --------- | ------------ |
| 1  | Большегривское городское поселение | рабочий посёлок Большегривское | 1                             | ↘3018     | 4,37         |
| 2  | Нововаршавское городское поселение | рабочий посёлок Нововаршавка   | 2                             | ↘6060     | 21,81        |
| 3  | Бобринское сельское поселение      | село Бобринка                  | 2                             | ↘943      | 269,38       |
| 4  | Ермаковское сельское поселение     | село Ермак                     | 5                             | ↘2167     | 348,38       |
| 5  | Зареченское сельское поселение     | село Заречное                  | 3                             | ↘1139     | 135,52       |
| 6  | Изумруднинское сельское поселение  | село Изумрудное                | 3                             | ↘800      | 245,95       |
| 7  | Новороссийское сельское поселение  | деревня Новороссийка           | 4                             | ↘1059     | 181,00       |
| 8  | Победовское сельское поселение     | село Победа                    | 5                             | ↘1695     | 433,44       |
| 9  | Русановское сельское поселение     | деревня Русановка              | 3                             | ↘1238     | 140,01       |
| 10 | Славянское сельское поселение      | село Славянка                  | 1                             | ↘1734     | 37,42        |
| 11 | Черлакское сельское поселение      | село Черлакское                | 4                             | ↘792      | 400,74       |

| №  | Населённый пункт | Тип                | Население | Муниципальное образование          |
| -- | ---------------- | ------------------ | --------- | ---------------------------------- |
| 1  | Александровка    | село               | 546       | Ермаковское сельское поселение     |
| 2  | Алкул            | аул                | 284       | Ермаковское сельское поселение     |
| 3  | Береговое        | село               | 290       | Ермаковское сельское поселение     |
| 4  | Бобринка         | село               | ↗1180     | Бобринское сельское поселение      |
| 5  | Богдановка       | деревня            | 396       | Новороссийское сельское поселение  |
| 6  | Большегривское   | рабочий посёлок    | ↘3018     | Большегривское городское поселение |
| 7  | Дробышево        | село               | ↘322      | Победовское сельское поселение     |
| 8  | Ермак            | село               | 1032      | Ермаковское сельское поселение     |
| 9  | Жарагач          | аул                | 42        | Зареченское сельское поселение     |
| 10 | Заречное         | село               | 1232      | Зареченское сельское поселение     |
| 11 | Изумрудное       | село               | 588       | Изумруднинское сельское поселение  |
| 12 | Каразюк          | аул                | 410       | Победовское сельское поселение     |
| 13 | Караман          | аул                | 352       | Ермаковское сельское поселение     |
| 14 | Красный Яр       | деревня            | ↘250      | Нововаршавское городское поселение |
| 15 | Кызылтан         | аул                | 142       | Черлакское сельское поселение      |
| 16 | Любовка          | станция            | 261       | Русановское сельское поселение     |
| 17 | Любовский        | посёлок            | 226       | Русановское сельское поселение     |
| 18 | Моисеевка        | деревня            | ↘181      | Победовское сельское поселение     |
| 19 | Молодёжное       | деревня            | 114       | Победовское сельское поселение     |
| 20 | Нетесово         | деревня            | 258       | Изумруднинское сельское поселение  |
| 21 | Нововаршавка     | рабочий посёлок    | ↘5816     | Нововаршавское городское поселение |
| 22 | Новоивановка     | деревня            | ↘104      | Зареченское сельское поселение     |
| 23 | Новолюблинка     | деревня            | ↘20       | Бобринское сельское поселение      |
| 24 | Новороссийка     | деревня            | 717       | Новороссийское сельское поселение  |
| 25 | Пичугино         | деревня            | 41        | Черлакское сельское поселение      |
| 26 | Платоновка       | деревня            | 241       | Черлакское сельское поселение      |
| 27 | Победа           | село               | 1079      | Победовское сельское поселение     |
| 28 | Рассохино        | деревня            | 206       | Изумруднинское сельское поселение  |
| 29 | Русановка        | деревня            | ↗923      | Русановское сельское поселение     |
| 30 | Сибирское        | посёлок            | 185       | Новороссийское сельское поселение  |
| 31 | Славянка         | село               | ↘1734     | Славянское сельское поселение      |
| 32 | Талапкер         | остановочный пункт | 19        | Новороссийское сельское поселение  |
| 33 | Черлакское       | село               | ↘1024     | Черлакское сельское поселение      |

## Достопримечательности
Памятники истории, архитектуры, архитектуры и монументального искусства района
- обелиск воинам-землякам, погибшим в годы Великой Отечественной войны 1941—1945 годы, установлен в 1950 году, Нововаршавка
- 2 археологических памятника — курганные группы, Нововаршавка
- памятник труду первоцелинников трактор ДТ-54 на пьедестале, установленный в честь покорителей целины в 1968 году, село Победа
- 2 археологических памятника — курганная группа и курган, деревня Богдановка
- 3 археологических памятника — поселение, курган и грунтовый могильник, посёлок Сибирское
- могила Ф. Ф. Нетёсова, Героя Советского Союза, сквер около дома культуры деревня Нетёсово
- 2 археологических памятника — грунтовый могильник и стоянка, село Александровка
- курган «аукул-2», аул Алкул
- 7 археологических памятников — курганы, грунтовые могильники, курганная группа и стоянка, аул Караман
- поселение «жар-агач-1», аул Жар-Агач